# Ardisia calavitensis
Ardisia calavitensis är en viveväxtart som beskrevs av Elmer Drew Merrill. Ardisia calavitensis ingår i släktet Ardisia och familjen viveväxter. Inga underarter finns listade i Catalogue of Life.